# ヴィエイラ (小惑星)
ヴィエイラ (2814 Vieira) は、小惑星帯の小惑星。アンリ・ドゥブオーニュがヨーロッパ南天天文台で発見した。
リオデジャネイロ連邦大学の教授で、Valongo天文台（Observatório do Valongo）のジウソン・ヴィエイラ (Gilson Vieira) に因んで名付けられた。